# Podoceropsis inaequistylis
Podoceropsis inaequistylis är en kräftdjursart som beskrevs av Robert Alan Shoemaker 1930. Podoceropsis inaequistylis ingår i släktet Podoceropsis och familjen Isaeidae. Inga underarter finns listade i Catalogue of Life.